# Șelehove, Bârzula
Șelehove (în ucraineană Шелехове) este un sat în comuna Ananiev din raionul Bârzula, regiunea Odesa, Ucraina.

## Demografie
Componența lingvistică a localității Șelehove
     Ucraineană (95,82%)
     Rusă (2,16%)
     Română (1,3%)
     Alte limbi (0,58%)
Conform recensământului din 2001, majoritatea populației localității Șelehove era vorbitoare de ucraineană (95,82%), existând în minoritate și vorbitori de rusă (2,16%) și română (1,3%).